# Карл Коллер (генерал)
Карл Коллер (нім. Karl Koller; 22 лютого 1898, Глонн — 22 січня 1951, Глонн) — начальник Генерального штабу люфтваффе, генерал авіації. Кавалер Лицарського хреста Залізного хреста.

## Біографія
Карл Коллер народився в сім'ї комісара поліції Йозефа Коллера у верхньо-баварському місті Глонн. Там же він пройшов навчання до народної школі.
Після початку Першої світової війни 11 серпня 1914 року вступив добровольцем в баварський залізничний запасний батальйон. Пройшов підготовку в автомобільній і льотних школах. З грудня 1917 року — льотчик-винищувач. 25 травня 1918 взятий в полон британською армією. У грудні 1919 року повернувся до Німеччини і 12 лютого 1920 року вступив на службу в 1-ю поліцейську льотну ескадрилью обер-вахмістром. Служив в поліції Мюнхена. З 1932 року — інструктор Мюнхенського поліцейського офіцерського училища. 1 серпня 1935 переведений в Люфтваффе.
Закінчив Військову академію ВПС в Берліні-Гатові (1937). З 1 січня 1938 року 0151 начальник оперативного відділу штабу V авіаційного округу, з 1 липня 1938 року — 3-го авіаційного командування, з 1 лютого 1939 року — 3-го повітряного флоту генерала Гуго Шперрле. 1 січня 1941 року у час проведення операції «Лондонський бліц» замінив генерала Гюнтера Кортена на посаді начальника штабу цього флоту. Для операції «Морський лев» оберст-лейтенант Коллер був призначений начальником оперативного відділу 3-го повітряного флоту, що координував свої дії з 9-ю армією.
4 вересня 1943 року очолив Оперативний штаб Генерального штабу Люфтваффе, змінивши генерала Рудольфа Майстера. Був найближчим співробітником генералів Гюнтера Кортена і Вернера Крайпо за оперативними розробками планів Люфтваффе. 20 липня 1944 року перебував на нараді у Адольфа Гітлера в його ставці в Растенбурзі і під час вибуху бомби був важко поранений і 1 вересня 1944 зарахований в резерв. 1 листопада 1944 року, після відставки В. Крейпо, став останнім в історії Третього рейху начальником Генерального штабу Люфтваффе.
Коллер був у фюрербункері Адольфа Гітлера в Берліні 20 квітня 1945 року на святкуванні останнього дня народження диктатора. Незважаючи на те, що ряд високопоставлених осіб вночі покинули місто, Коллер залишився командувати ВПС у сусідньому Вердері. Гітлер наказав Коллеру направити всі наявні літаки для надання допомоги в наступі Феліксу Штайнеру. Однак, з невеликим загоном, Штайнер був не в змозі прийти на допомогу обороні міста.
23 квітня 1945 року перебуваючи на півдні Німеччини, разом з Гансом Ламмерсом і Філіппом Боулером підтримав ініціативу Германа Герінга прийняття Герінгом на себе функцій керівника уряду, зважаючи на неможливість Гітлера з Берліна керувати країною. У той же день за наказом Мартіна Бормана всі четверо були заарештовані загоном СС за звинуваченням у державній зраді. Борман в спеціальній телеграмі шефу РСХА Ернсту Кальтенбруннеру наказав розстріляти зрадників, але наказ залишився невиконаним. 5 травня 1945 року загін СС передав охорону змовників підрозділам Люфтваффе, після чого вони були негайно звільнені. 8 травня 1945 разом з Герінгом був заарештований американськими військами і інтернований.
Після закінчення війни Коллер утримвувався англійцями під вартою в Оксфорді; в цей час його відвідав Чарльз Ліндберг. Коллер був випущений в грудні 1947 року і повернувся в Баварію. У 1949 році він опублікував свій військовий щоденник-мемуари «Останній місяць», в якому міститься інформація про останні дні життя Гітлера під час битви за Берлін.

## Звання
- Доброволець (серпень 1914)
- Єфрейтор (4 серпня 1917)
- Унтерофіцер (23 грудня 1917)
- Віцефельдфебель (27 лютого 1918)
- Обервахмістр поліції (12 лютого 1920)
- Лейтенант поліції (30 жовтня 1922)
- Оберлейтенант поліції (1 серпня 1925)
- Гауптман поліції (1 січня 1933)
- Гауптман люфтваффе (1 серпня 1935)
- Майор (1 серпня 1936)
- Оберстлейтенант (1 жовтня 1939)
- Оберст (1 січня 1941)
- Генерал-майор (1 березня 1943)
- Генерал-лейтенант (1 грудня 1943)
- Генерал авіації (1 листопада 1944)

## Нагороди
- Залізний хрест 2-го і 1-го класу
- Нагрудний знак пілота (Баварія)
- Хрест «За військові заслуги» (Баварія)
  - 3-го класу з мечами
  - 2-го класу з короною і мечами
- Золота ювілейна весільна медаль (Королівство Баварія)
- Нагрудний знак цивільного пілота Імператорського Німецького Аероклубу

- Пам'ятна військова медаль (Угорщина) з мечами
- Почесний хрест ветерана війни з мечами
- Медаль «За вислугу років у Вермахті» 4-го, 3-го, 2-го і 1-го класу (25 років; 2 жовтня 1936) — отримав 4 нагороди одночасно.
- Медаль «У пам'ять 13 березня 1938 року»
- Медаль «У пам'ять 1 жовтня 1938» із застібкою «Празький град»
- Комбінований Знак Пілот-Спостерігач
- Нагрудний знак спостерігача (Югославія)
- Нагрудний знак пілота (Хорватія)

- Застібка до Залізного хреста 2-го і 1-го класу
- Лицарський хрест Залізного хреста (10 квітня 1942)
- Німецький хрест в золоті (7 лютого 1944)
- Нагрудний знак «За поранення 20 липня 1944» в чорному